# Debra Katz
Debra S. Katz és una advocada estatunidenca de drets civils i laboral i sòcia fundador ade Katz Banks Kumin (abans Katz, Marshall & Banks) a Washington DC. És coneguda per representar presumptes víctimes d'agressions sexuals i assetjament sexual, en particular la doctora Christine Blasey Ford, Vanessa C. Tyson, Chloe Caras i les acusadores dels congressistes Pat Meehan i Eric Massa, a banda d'alertadors que s'enfronten a represàlies, inclòs Rick Bright. Les principals àrees de pràctica de Katz al seu despatx són el dret laboral i d'alertadors, on representa víctimes de discriminació i represàlies en el lloc de treball.